# Tour de San Luis féminin
Le Tour de San Luis féminin (nom local : Tour Femenino de San Luis) est une course cycliste féminine par étapes qui se tient en Argentine, dans la province de San Luis, au mois de janvier en parallèle de la course masculine éponyme. Elle est classée 2.2 dans le programme officiel de l'UCI de 2014 à 2015. En 2016, elle devient 2.1.

## Palmarès
| Année | Vainqueur          | Deuxième            | Troisième           |
| ----- | ------------------ | ------------------- | ------------------- |
| 2014  | Alison Powers      | Fernanda da Silva   | Clemilda Fernandes  |
| 2015  | Janildes Fernandes | Lauren Stephens     | Ana Paula Polegatch |
| 2016  | Katie Hall         | Małgorzata Jasińska | Arlenis Sierra      |